# Pneumatische Ventilfeder

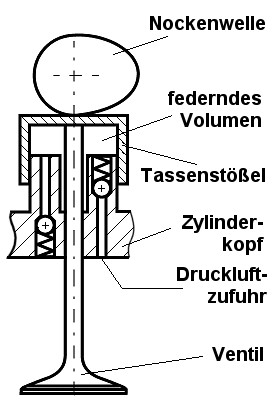
Schematisierte Darstellung einer pneumatischen Ventilfeder

Die pneumatische Ventilfeder ist eine Sonderform der Ventilfeder, die als Teil der Ventilsteuerung von Verbrennungsmotoren für die Steuerung des Ladungswechsels zuständig ist.

## Beschreibung
Hohe Motordrehzahlen werden durch Resonanzfrequenzen im Ventiltrieb und somit auch durch die Masse der Ventilfedern begrenzt. Aus diesem Grund werden in Motoren, die für extrem hohe Drehzahlen – z. B. fast 20.000 min−1 bei Rennmotoren – ausgelegt sind, zunehmend pneumatische Ventilfedern eingesetzt. Dabei ist entweder das Ventil selbst oder (so vorhanden) ein Tassenstößel konstruktiv als Teil des Kolbens eines Pneumatikzylinders ausgelegt. Über eine Zuleitung wird druckgeregelte Luft in den Zylinder eingeleitet, ein Rückschlagventil verhindert dabei das Entweichen der beim Arbeitshub des Ventils stark komprimierten Luft in die Zuleitung. Ein Überdruckventil begrenzt den Innendruck im Zylinder.
Andere Möglichkeiten der Ventilsteuerung für sehr hohe Motordrehzahlen stellen elektromagnetische und elektrohydraulische Steuerungen dar. Weitere Lösungen sind in der Vergangenheit erprobt worden, ohne sich wesentlich durchsetzen zu können. Haarnadelventilfedern sind aus Platzgründen schlechter für Vielzylindermotoren geeignet und ermöglichen vermutlich nicht das sehr hohe Drehzahlniveau pneumatischer Federn. Einen sehr hohen mechanischen Aufwand weisen federlose desmodromische Ventilsteuerungen auf, weil sie zum Öffnen und Schließen der Ventile eigene Nocken benötigen; desmodromische Ventilsteuerungen mit einem gemeinsam zum Öffnen und Schließen benutzten Steuernocken sind ohnehin historisch.

## Verwendung im Motorradsport
In der MotoGP wurden ab 2007 infolge des neuen Reglement mit Verbrauchsbegrenzung und neuen kleineren Motoren pneumatische Ventilfedern verwendet. Sie erlaubten noch höhere Drehzahlen und dementsprechend mehr Leistung bei gleichzeitig für MotoGP-Verhältnisse geringerem Verschleiß. Beispielsweise erreichten die 800 cm³-Motoren der Kawasaki Ninja ZX-RR und der Suzuki GSV-R Drehzahlen von etwa 18.000 min−1 und waren damit den Motoren von Honda und Yamaha, die diese Technik noch nicht verwendeten, überlegen. Einzig Ducati verwendete „ihre“ Desmodromik weiter und erreichte 2007 sogar Drehzahlen von 19.000 min−1 und erzielte dammit, verbunden mit anderen technischen Innovationen, eine Mehrleitung von etwa 20 PS gegenüber der Konkurrenz.
Aktuell verwenden, bis auf Ducati, alle in der MotoGP engagierten Hersteller (Aprilia, Honda, KTM, Yamaha) pneumatische Ventilfedern. Diese erlauben zusammen mit anderen technischen Entwicklungen derzeit Leistungen von etwa 300 PS aus den 1.000 cm³ großen Viertakt-Vierzylindern.